# Yasnopolyanka
Yasnopolyanka (en ruso: Яснополянка), conocida de manera oficial hasta 1938 como Spucken (en alemán: Spucken, en lituano: Špukai) y después brevemente como Stucken, es una localidad rural situada en el norte del distrito de Slavsk en el óblast de Kaliningrado, Rusia.

## Geografía
Yasnopolyanka se encuentra 23 km al noroeste de Slavsk. El pueblo está cerca de la frontera con Lituania y 18 kilómetros al sur de Šilutė.  

## Historia
El pueblo, una vez llamado Wilksdaggen, fue fundado antes de 1540. En 1874 se convirtió en un pueblo oficial y dio su nombre a un distrito administrativo recién establecido en el distrito de Heydekrug. El distrito se separó de este distrito el 1 de julio de 1922 y se incorporó al distrito Niederung (1939 a 1945 nombrado como distrito de Elchniederung"). Hasta 1945 perteneció al distrito de Gumbinnen en la provincia prusiana de Prusia Oriental. El 3 de junio de 1938, el lugar se renombró como Stuken. 
Como resultado de la Segunda Guerra Mundial, Spucken pasó a formar parte de la Unión Soviética con el resto del norte de Prusia Oriental en 1945. En 1947 el lugar recibió el nombre ruso de Yasnopolyanka y también fue asignado al raión de Slavsk. En 2008, Zapovednoye se convirtió en la sede de una comunidad rural. Después de su disolución, el lugar perteneció al distrito urbano de Slavsk.

## Demografía
En 2002 la localidad contaba con 344 residentes. En el pasado la mayoría de la población estaba compuesta por alemanes, pero tras el fin de la Segunda Guerra Mundial fueron expulsados a Alemania y se repobló con rusos.   
| Gráfica de evolución de Yasnopolyanka entre 1910 y 2010 |
|                                                         |

## Infraestructura

### Transporte
La carretera regional 27A-034 que va de Sovetsk a Mysovka (situada en la orilla de la laguna de Curlandia), atraviesa Yasnopolyanka. Antes de 1945, Spucken fue una estación de ferrocarril en la línea ferroviaria Shcheglovka-Mysovka en el ferrocarril Elchniederungsbahn. 